# Furo
Furo is een geslacht van uitgestorven straalvinnige beenvissen, behorend tot de Ionoscopiformes. Het leefde tussen het Midden-Trias en het Laat-Jura (ongeveer 240 - 145 miljoen jaar geleden) en zijn fossiele overblijfselen zijn gevonden in Europa.

## Naamgeving
De eerste fossielen van dit dier werden in 1843 beschreven door Louis Agassiz; de Zwitserse geleerde benoemde het geslacht Eugnathus (de 'ware kaak'), maar deze geslachtsnaam was al eerder door Schoenherr in 1833 gebruikt om een kever aan te duiden. Johannes von Nepomuk Franz Xaver Gistel ('Gistl') hernoemde in 1848 daarom het geslacht in Furo, 'rover'. De typesoort is Eugnathus orthostoma, de combinatio nova is Furo orthostomus. De soortaanduiding betekent 'rechtmuil'. Het holotype is NHMUK P465. Deze soort is afkomstig uit het Vroeg-Jura van Lyme Regis (Engeland), terwijl een van de bekendste soorten Furo normandica is, bestudeerd door Wenz in 1968 en afkomstig uit het Toarcien van Noord-Frankrijk. De oudste soorten (Furo hermesi, Furo trottii) komen uit het Midden-Trias van Noord-Italië en werden aanvankelijk toegeschreven aan de geslachten Semionotus en Lepidotes.
Een probleem is dat gedurende de negentiende eeuw Britse geleerden soorten in het geslacht Eugnathus bleven benoemen. Dat leverde een Eugnathus altus, Eugnathus brachilepis, Eugnathus hastingsiae, Eugnathus hermesi, Eugnathus minor, Eugnathus philpotae, Eugnathus serratus en Eugnathus trottii op.
Soorten van Furo zijn Furo angustus gebaseerd op holotype BSPG AS.VII.1137, Furo elongatus gebaseerd op holotype BSPG AS.VI.502a, b, Furo latimanus gebaseerd op holotype BSPG AS.VII.262, Furo longiserratus gebaseerd op holotype BSPG AS.VII.1136, Furo microlepidotes gebaseerd op holotype BSPG AS.V.11a, b, Furo aldingeri gebaseerd op holotype GPIT PV.19495a, b, Furo philpotae gebaseerd op holotype NHMUK P3634, Furo serratus gebaseerd op holotype NHMUK P7790 en Furo normandica gebaseerd op holotype NHMUK 32450.
Er zijn tal van andere soorten bekend die aan het geslacht Furo worden toegeschreven, gevonden in talrijke Europese afzettingen en afkomstig uit verschillende geologische horizonten, die een periode van bijna honderd miljoen jaar beslaan, maar het is waarschijnlijk dat het geslacht niet monofyletisch was: Furo zou daarom een evolutionaire graad van amiiforme of ionoscopiforme vissen vertegenwoordigen, met soorten die feitelijk tot andere geslachten behoren. De Duitse soort Furo longiserratus uit het Laat-Jura kan bijvoorbeeld in feite overeenkomen met Ophiopsis, terwijl Furo microlepidotes verwant lijkt te zijn aan Caturus (Lambers, 1998). Verschillende soorten zijn al hernoemd zoals tot Zandtfuro tischlingeri en Schernfeldfuro uweelleri.

## Beschrijving
Deze vis had een slank en langwerpig lichaam, typisch voor een roofdier. De borstvinnen waren meestal langwerpig en smal en waren bijzonder ontwikkeld, hoewel hun morfologie van soort tot soort varieerde. De rugvin bevond zich relatief naar achteren langs het lichaam en werd ondersteund door vinstralen waarvan de lengte gelijkmatig naar achteren afnam. De anaalvin en de buikvinnen waren vrij klein, terwijl de staartvin semi-heterocercaal was en uitgerust met een meer ontwikkelde bovenkwab. De schubben die het lichaam bedekten waren glad en vierhoekig. De schedel was meestal langwerpig (hoewel sommige soorten een kortere schedel bezaten) en uitgerust met een gebit bestaande uit conische en puntige tanden, die tamelijk ver uit elkaar stonden. De grootte van Furo varieerde van soort tot soort, maar de lengte lag meestal tussen de tien centimeter en een halve meter.

## Paleobiologie
De meeste soorten die aan het geslacht Furo werden toegeschreven, waren roofvissen die in kalme, ondiepe zeewateren leefden. Furo omvatte slanke roofzuchtige vormen, waarschijnlijk gespecialiseerd in de achtervolgingsjacht op prooien.